# Булач (приток Косы)
Булач — река в России, протекает по Косинскому району Пермского края. Устье реки находится в 25 км от устья реки Косы по правому берегу. Длина реки составляет 43 км. В 30 км от устья принимает справа реку Котос.
Исток реки находится в лесах в 8 км к востоку от посёлка Лоч-Сай. Река течёт на север, затем поворачивает на запад. На всём протяжении река последовательно преодолевает несколько обширных болот — Сосновое, Булачевское, Ыджыднюр. Впадает в Косу напротив деревни Одань чуть выше впадения реки Одань.

## Притоки
(указано расстояние от устья)
- 24 км: река Ыджыдшор (в водном реестре — река без названия, лв)
- 26 км: река Верхний Ыджыдшор (в водном реестре — река без названия, лв)
- 30 км: река Котос (пр)

## Данные водного реестра
По данным государственного водного реестра России относится к Камскому бассейновому округу, водохозяйственный участок реки — Кама от истока до водомерного поста у села Бондюг, речной подбассейн реки — бассейны притоков Камы до впадения Белой. Речной бассейн реки — Кама.
Код объекта в государственном водном реестре — 10010100112111100003079.